# Red Orchestra 2: Bohaterowie Stalingradu
Red Orchestra 2: Bohaterowie Stalingradu (oryg. tytuł w jęz ang. Red Orchestra 2: Heroes of Stalingrad) – gra komputerowa wyprodukowana przez Tripwire Interactive. Gra została wydana 13 września 2011 roku.

## Rozgrywka
Red Orchestra 2: Bohaterowie Stalingradu jest grą akcji z gatunku first-person shooter. Gra skupia się na bitwie o Stalingrad. Gracz może walczyć po stronie niemieckiej jak i sowieckiej w czasie – od lipca 1942 do lutego 1943 roku.
Gra wykorzystuje silnik graficzny Unreal Engine 3. Twórcy gry wzięli pod uwagę realizm rozgrywki, dodając takie elementy jak tor lotu pocisku uwzględniający jego opadanie, opatrywanie ran, przewożenie czołgiem całej załogi oraz dobrze odwzorowane modele broni; w Red Orchestra 2 występuje m.in.: po stronie Niemców karabinek Kar98k (wersja z bagnetem), MP40, MG34, Stielhandgranate 24, a po stronie Armii Czerwonej karabin Mosin wz 91/30, PPSz–41 oraz karabin przeciwpancerny PTRS.